# Mehmed II. Osvajalec
Mehmed II. (osmanskoturško محمد ثانى‎, latinizirano: Meḥmed-i sānī; turško II. Mehmet), bolj znan kot Mehmed Osvajalec (turško Fatih Sultan Mehmet), je bil sultan Osmanskega cesarstva, ki je vladal od avgusta 1444 do septembra 1446 in ponovno od februarja 1451 do maja 1481, * 30. marec 1432, † 3. maj 1481.
Med prvim vladanjem je v bitki pri Varni porazil ogrsko križarsko vojsko Jánosa Hunyadija, ki je vdrla na osmansko ozemlje in prelomila Szegedski mirovni sporazum. Po drugem prihodu na prestol leta 1451 je okrepil osmansko vojno mornarico in se začel pripravljati za napad na Konstantinopel. Pri 21 letih ga je osvojil, s čimer se je končalo Bizantinsko cesarstvo. Razglasil se je za cezarja Rimskega cesarstva (turško Qayser-i Rûm), vendar je njegov položaj priznala samo Vzhodna pravoslavna cerkev.
Po osvojitvi Konstantinopla je začel osvajati Anatolijo in jugovzhodno Evropo vse do Bosne na zahodu. Doma je izpeljal veliko političnih in socialnih reform, spodbujal znanost in umetnost ter proti koncu svoje vladavine z obsežnimi obnovami spremenil Istanbul v prestolnico cesarstva. V sodobni Turčiji in ponekod drugje v islamskem svetu ga imajo za heroja. Po njem se imenujejo istanbulska mestna četrt Fatih, Most sultana Mehmeda in mošeja Fatih.

## Otroštvo in prvo vladanje
Mehmed II. je bil rojen v Edirnu, takratni prestolnici Osmanskega cesarstva. Njegov oče je bil sultan Murat II., mati pa Hüma Valide Hatun, rojena v mestu Devrekani v severni Anatoliji.
Ko je bil star enajst let, so ga po osmanskih običajih tistega časa poslali v Amasjo v severni Anatoliji, da bi tam vladal in si nabral izkušnje. Oče je z njim poslal tudi več učiteljev. Islamska izobrazba je imela velik vpliv na Mehmedovo miselnost in okrepila njegova islamska prepričanja. Zlasti velik vpliv sta imela njegov mentor Molla Gürani in islamski učenjak in mistik Akşemseddin, ki ga je od rane mladosti prepričeval, da bi z osvojitvijo Konstantinopla izpolnil svojo največjo islamsko dolžnost in hkrati dosegel propad Bizantinskega cesarstva. 
Ko je Murat II. avgusta 1444 sklenil mir s Karamanidi v jugovzhodni Anatoliji, je prepustil prestol svojemu dvanajstletnemu sinu Mehmedu II.
Mehmed II. je med svojim prvim vladanjem v bitki pri Varni porazil križarsko vojsko pod poveljstvom Jánosa Hunyadija, ki je prelomil Szegedski mirovni sporazum, sklenjen 15. avgusta 1444, in vdrl na osmansko ozemlje. Papežev predstavnik kardinal Julian Cesarini je namreč prepričal ogrskega kralja, da prekršitev mirovnega sporazuma z muslimani ne bi bilo izdajstvo. Mehmed II. je po napadu očetu ponudil odstop, Murat II. pa ga je zavrnil. Jezen na očeta, ki se je po upokojitvi posvetil mirnemu življenju v jugozahodni Anatoliji, mu je napisal: »Če si sultan, pridi in poveljuj svoji vojski. Če sem sultan jaz, ti ukazujem, da prideš in poveljuješ moji vojski.« 
Murat se je po prejemu sinovega pisma vrnil domov in kot poveljnik osmanske vojske v bitki pri Varni premagal križarje.
Murata II. je na vrnitev na prestol leta 1446 prisilil veliki vezir Çandarlı Halil Paša, ki ni bil prizanesljiv do Mehmedovega vladanja. Trdil je, da ima na sultana prevelik vpliv njegov osebni učitelj (lala) Akşemseddin, ki je bil hkrati Çandarlıjev rival.

## Osvajanja

### Osvojitev Konstantinopla (1453)
Ko je Mehmed II. drugič nasledil osmanski prestol, se je zaobljubil, da bo okrepil osmansko vojno mornarico in izvedel priprave za napad na Konstantinopel. Na azijski strani Bosporske ožine je že njegov stari oče Bajazid I. zgradil trdnjavo Anadolu Hisarı. Mehmed II. je nasproti njej na evropski strani ožine zgradil še večjo trdnjavo Rumeli Hisarı in vzpostavil popoln nadzor nad plovbo skozi ožino. Po zaključku gradenj je obe trdnjavi opremil s topovi velikega dometa in začel od ladij pobirati takso. Beneško ladjo, ki ni nameravala plačati takse in se ni ozirala na opozorila, so potopili z enim samim strelom. Preživele mornarje so obglavili, kapitana pa nataknili na kol in ga kot človeško strašilo obesili za opozorilo drugim kapitanom, ki so pluli skozi ožino.
Med prvim obleganjem Konstantinopla (674–678) je umrl Abu Ajub al-Ansari, spremljevalec in zastavonoša preroka Mohameda. Ko se je vojska Mehmeda II. približevala Konstantinoplu, je Akşemseddin odkril njegov grob. Po osvojitvi Konstantinopla je Mehmed II. na njegovem grobu zgradil mošejo sultana Ajuba.
Leta 1453 je začel Mehmed oblegati Konstantinopel. Njegova vojska je imela 80.000–200.000 vojakov, topništvo z več kot 70 težkimi poljskimi topovi in mornarico s 320 ladjami. Ladje so bile večinoma transportne in skladiščne ladje. Mesto je bilo obkoljeno na kopnem in na morju. Ladje so bile v obliki polmeseca razporejene od ene do druge obale Bosporja in preprečevale kakršno koli pomoč Konstantinoplu z morja. Na začetku aprila se je obleganje začelo. Mestno obzidje je sprva vzdržalo napade Osmanov, četudi so ga obstreljevali z ogromno bombardo, ki jo je zasnoval inženir Orban iz Brașova v Transilvaniji. Ogromen top je bil podoben Dardanelskemu topu. Vhod v zaliv Zlati rog je zapirala dvižna veriga, napeta preko vhoda v zaliv, in dvajset velikih vojnih ladij.
22. aprila so Osmani svoje lahke ladje prenesli po kopnem mimo genovske kolonije Galata na severno obalo Zlatega roga. Ko so malo manj kot dva kilometra dolgo pot utrdili z lesom, so iz Bosporja v Zlati rog prepeljali še osemdeset galej. Bizantinci so morali svojo vojsko razporediti po mnogo daljšem obzidju. Približno mesec kasneje je Konstantinopel 29. maja 1453 po 75 dnevih obleganja padel. Mehmed II. je po zmagi prestolnico svojega cesarstva preselil iz Edirne v Konstantinopel.
Ko je sultan stopil v ruševine cesarske palače Bukoleon, ki so jo Osmani in Perzijci imenovali Palača cesarjev in je bila zgrajena verjetno več kot tisoč let pred tem, je zrecitiral slavne Saadijeve verze:
Pajek tke zavese v Hosroesovi palači,
sova kliče na pomoč v Afrasijabovem gradu.
Po osvojitvi Konstantinopla, ki je bil od leta 330 prestolnica Rimskega cesarstva, se je razglasil za cezarja, se pravi rimskega cesarja (turško Qayser-i Rûm). Njegov sodobnik Jurij Trapezundski in Vzhodna pravoslavna cerkev sta njegov naslov priznala, katoliška cerkev in večina zahodne Evrope, če ne cela, pa ne. Mehmed je v zameno za priznanje za ekumenskega patriarha Konstantinopla – Novega Rima imenoval Genadija Sholastika, neomajnega nasprotnika Zahoda. Etnarh (turško milletbaši) je s svojim statusom in pravico do imetja leta 1454 postal za sultanom drugi največji zemljiški posestnik v Osmanskem cesarstvu. Mehmed II. je imel nekaj rodbinskih vezi tudi z bizantinsko cesarsko družino. Ena od žena njegovega prednika Orhana I. je bila bizantinska princesa, zato se je Mehmed II. štel za potomca Ivana Celepesa Komnena. Mehmed ni bil edini vladar, ki je zase zahteval cesarski naslov. Drugi je bil Friderik III. Habsburški, cesar Svetega rimskega cesarstva. Friderik je svoje prednike sledil do Karla Velikega, ki je dobil naslov rimskega cesarja od papeža Leona III. leta 800.
Bizantinski cesar Konstantin XI. Paleolog je umrl brez dediča. Če Konstantinopla ne bi osvojili Osmani, bi ga verjetno nasledil eden od sinov njegovega odstavljenega starejšega brata. Bratovi otroci so po padcu Konstantinopla postali Mehmedovi dvorjani. Najstarejši sin se je preimenoval v Has Murata, postal sultanov izbranec in bejlerbej (guverner-general) Balkana. Mlajši sin se je preimenoval v Mesih Pašo ter postal admiral osmanskega ladjevja in sanžakbeg (guverner) province Galipoli. Pod Mehmedovim sinom Bajazidom II. je bil dvakrat veliki vezir.
Po padcu Konstantinopla je Mehmed leta 1460 osvojil Morejski despotat na Peloponezu in leta 1461 Trapezundsko cesarstvo v severovzhodni Anatoliji. Osmansko cesarstvo je s tem osvojilo še zadnja dva ostanka Bizantinskega cesarstva. Osvojitev Konstantinopla je prinesla Osmanskemu cesarstvu veliko slavo in prestiž. Nekaj zgodovinskih zapisov kaže, da je Mehmed deset let po osvojitvi obiskal antično Trojo in se bahal, da je z zmago nad Grki (Bizantinci) premagal tudi Trojance.

### Osvojitev Srbije (1454–1459)
Mehmedov prvi vojni pohod po osvojitvi Konstantinopla je bil usmerjen proti Srbiji, ki je bila od poraza v bitki na Kosovskem polju osmanska vazalna država. Ena od žena Murata II. je bila Mara Branković iz srbske vladarske družine, zato si je Mehmed II. lastil pravico do delov srbskega ozemlja. Srbski despot Đurađ Branković je malo pred osvojitvijo Konstantinopla sklenil zavezništvo z Ogri in prenehal plačevati letni davek Osmanskemu cesarstvu. Leta 1454 je zato iz Edirne proti Srbiji krenila velika turška vojska in začela oblegati Smederevo in Novo Brdo, takratno središče rudarstva in metalurgije. Turki in Ogri so se vojskovali do leta 1456.
Osmanska vojska je prodrla vse do Beograda, ki ga je branil János Hunyadi, vendar ga v bitki 14. julija 1456 ni uspela osvojiti. Začelo se je obdobje relativnega miru, ki je trajalo do leta 1521, ko je Beograd osvojil Mehmedov pravnuk Sulejman Veličastni.
Mehmed II. se je leta 1456 vrnil v Edirne, Đurađ Branković pa je osvojil nekaj izgubljenega srbskega ozemlja. Še pred koncem tistega leta je 79 let star Branković umrl. Srbija je po njegovi smrti ostala neodvisna samo še dve leti, potem pa je po nesporazumih med Brankovićevo vdovo in tremi še živimi sinovi njihovo ozemlje priključilo Osmansko cesarstvo. Najmlajši sin Lazar je zastrupil svojo mater in izgnal oba brata ter kmalu zatem umrl. Spori so se nadaljevali, dokler ni prestola zasedel najstarejši brat Stefan Branković, vendar je bil že marca 1459 odstavljen. Srbi so svoj prestol ponudili Stjepanu Tomaševiću, kasnejšemu kralju Bosne, kar je Mehmeda II. tako razkačilo, da je v Srbijo poslal svojo vojsko in junija 1459 osvojil Smederevo. Srbski despotat se je končal.

### Osvojitev Morejskega despotata (1458–1460)
Morejski despotat je na severu mejil na osmansko Grčijo. Despotat je napadel že Murat II. in uničil Heksamilion – bizantinski obrambni zid na Korintski ožini. Mehmed II. je ukazal napad na Moreo malo pred zaključnim obleganjem Konstantinopla. Despota Demetrij in Tomaž Paleolog, brata zadnjega bizantinskega cesarja, nista branilcem poslala nobene pomoči. Njuna brezbrižnost je sprožila albansko-grški upor proti njima in brata sta za pomoč pri zatiranju upora prosila Osmane. Številni vplivni morejski Grki in Albanci so že med uporom sklenili zasebni mirovni sporazum z Mehmedom II. Despota sta po še nekaj letih nekompetentnega vladanja prenehala Mehmedu plačevati letni davek in organizirala upor proti Osmanskemu cesarstvu. Mehmed II. je zato maja 1460 vdrl v Moreo in aretiral Demetrija Paleologa, Tomaž pa je pobegnil. Osmani so do konca poletja podjarmili skoraj vsa mesta na Peloponezu.
Nekaj ozemelj je ohranilo svojo neodvisnost. Med njimi je bila tudi Monemvazija na majhnem otoku pred vzhodno obalo Peloponeza, v kateri so še nekaj časa vladali katalonski gusarji. Ko so jih prebivalci izgnali, so dobili proti koncu leta 1460 Tomaževo soglasje, da se uklonijo rimskemu papežu in pridejo pod njegovo zaščito. Na polotoku Mani na skrajnem jugu Peloponeza se je prebivalstvo upiralo pod okriljem šibke zveze lokalnih plemen. Polotok je zatem prišel pod oblast Beneške republike. Čisto zadnje neodvisno ozemlje je bilo mesto Salmeniko na severozahodu Peloponeza. Vodil ga je vojaški poveljnik Graica Paleolog, stacioniran na gradu Salmeniko. Ko se je mesto nazadnje vdalo, so Graica, njegovi vojaki in nekaj meščanov vzdržali do julija 1461, potem pa so pobegnili in se prebili do beneškega ozemlja.

### Osvojitev anatolske črnomorske obale (1460–1461)
Trabzonski cesarji so sklepali zavezništva z dinastičnimi porokami z različnimi muslimanskimi vladarji. Cesar Ivan IV. Mega Komnen je svojo hčerko poročil s sinom svojega svaka Uzun Hasana, kana Ak Kojunluja. V zameno je dobil njegovo obljubo, da bo branil Trabzon. Obljube za podporo je dobil tudi od turških begov Sinopa in Karamanije ter kralja in princev Gruzije. Osmane sta zanimala ali osvojitev Trabzona ali plačevanje letnega tributa. Trabzon je poskušal z morja osvojiti že Murat II. leta 1442. Visoki valovi so onemogočili izkrcanje vojske in napad je spodletel. Medtem ko je Mehmed II. oblegal Beograd, je Trabzon napadel guverner Amasje in bil poražen, a mu je kljub temu uspelo zajeti mnogo ujetnikov in od Trabzona izvleči visok davek. 
Po smrti Ivana IV. leta 1459 je na prestol prišel njegov brat David in spletkaril po evropskih dvorih za pomoč proti Osmanom. Pripovedoval jim je o divjih osmanskih načrtih, vključno z osvojitvijo Jeruzalema. Ko je Mehmed II. za to izvedel, ga niso razdražile samo njegove spletke, temveč predvsem zahteva po ukinitvi davka, ki ga je vsilil njegovemu pokojnemu bratu.
Mehmed II. se je na provokacije odzval leta 1461. Iz Burse je poslal proti Trabzonu veliko kopensko vojsko, ki naj bi skupaj z vojno mornarico najprej osvojila Sinop. Vojski je poveljeval Mehmedov brat Ahmed (Rdeči). Z osvojitvijo Sinopa se je uradno končala vladavina lokalne dinastije Isfendijaridov. Mehmed je za guvernerja Kastamonuja in Sinopa imenoval brata Ahmeda, vendar je imenovanje še isto leto preklical. 
Po osvojitvi Sinopeja je začel oblegati Trabzon. Mesto je vzdržalo nekaj mesecev, potem pa se je David 15. avgusta 1461 vdal.

### Podreditev Vlaške (1459–1462)
Osmani so že na začetku 15. stoletja poskušali podjarmiti Vlaško in na njen prestol posaditi svojega kandidata, vendar so vsi poskusi spodleteli. Na Vlaško so gledali kot na tamponsko ozemlje med svojim in Ogrskim kraljestvom in se zaradi rednega plačevanje letnega tributa niso vtikali v njene notranje zadeve. Ogri in Osmani kot dve največji sili na Balkanu so se stalno trudili, da bi Vlaška postala njihov vazal. Da bi Vlaška ne prišla pod ogrsko oblast, so Osmani osvobodili Vlada III. Drakulo, ki je bil z bratom Radujem štiri leta Muratov ujetnik. Vlad je po osvoboditvi dobil vlaški prestol, vendar je bilo njegovo vladanje kratkotrajno, ker je Hunyadi napadel Vlaško in na prestol vrnil svojega kandidata Vladislava II. iz klana Dănești.
Vlad III. Drakula je pobegnil v Moldavijo pod zaščito svojega strica Bogdana II. Oktobra 1451 je bil Bogdan umorjen in Vlad je pobegnil na Ogrsko. Njegovo poznavanje osmanskih razmer in notranjega delovanja Osmanskega cesarstva ter njegovo sovraštvo do Osmanov in novega sultana Mehmeda II. je na Hunyadija naredilo močan vtis. Nameraval ga je imenovati za svojega svetovalca, kar je Vlad zavrnil.
Leta 1456, se pravi tri leta po osvojitvi Konstantinopla, so Osmani napadli Ogrsko in začeli oblegati Beograd. Hunyadi se je na obleganje odzval s protinapadom na Srbijo. Njegov vdor v Srbijo je prisilil Osmane, da se umaknejo izpred Beograda, Vlad III. pa je medtem s svojim kontingentom vdrl v Vlaško, jo osvojil in ubil vsiljivca Vladislava II.  
Leta 1459 je Mehmed II. poslal k Vladu delegacijo z zahtevo, da poravna neplačan davek, ki je znašal 10.000 dukatov in 500 rekrutov za osmansko vojsko. Vlad je zahtevo zavrnil in odposlance ubil. Pod pretvezo, da se pred Alahom odkrivajo, pred njim pa ne, jim je z žeblji pribil turbane na glavo.
Sultan je medtem poslal v Nikopol bega Hamza Pašo, da bi sklenil mir in, če bi bilo potrebno, eliminiral Vlada III. Vlad III. mu je postavil zasedo, obkolil delegacijo in skoraj vse ujetnike nataknil na kol. Na najvišjega je nataknil Hamza Pašo.
Pozimi 1462 je Vlad prodrl preko Donave in opustošil celo severno Bolgarijo med Srbijo in Črnim morjem. Preoblečen v tuškega spahijo in poveljujoč v turščini je brez težav prišel v več turških taborov, potem pa pobil ali ujel veliko turških vojakov. V pismu ogrskemu kralju Matiji Korvinu je napisal:
Pobil sem vse kmete, moške in ženske, stare in mlade od Oblučice in Novega sela, kjer se Donava izliva v morje, do Rahove blizu Čilije in spodnja mesta, kot sta Samovit in Gigen. Ubili smo 23.884 Turkov, da tistih, ki smo jih zažgali v hišah, in Turkov, katerim so naši vojaki odsekali glavo, sploh ne štejem ... Tako, vaše veličanstvo, zdaj veste, da sem prelomil mir, sklenjen z njim [Mehmedom II.].
Mehmed II. je prekinil obleganje Korinta in se odpravil na kazenski pohod proti Vladu III. Vlad je ponoči nepričakovano napadel Mehmedov tabor in mu zadal velike izgube. Vlad je domnevno nameraval osebno ubiti sultana.
Ko je vojska Mehmeda II. in Raduja Postavnega prišla do Târgovișta, je naletela na množico Turkov, nataknjenih na kole okoli celega mesta. Mehmed se je zaradi groznega prizora nameraval umakniti, poveljniki pa so ga prepričali, naj ostane.
Vladova politika čvrstega odpora proti Osmanom ni imela širše podpore. Bojarji (lokalna aristokracija) so ga izdali in podprli rivalsko knežjo rodbino Dăneşti. Vladov najboljši prijatelj in zaveznik Štefan III. Moldavski, ki mu je obljubil pomoč, ga je namesto tega napadel in poskušal dobiti nazaj svojo izgubljeno trdnjavo Čilija. Vlad III. se je umaknil v gore. Mehmed II. je osvojil vlaško prestolnico Târgoviște in se nato umaknil. Ko je vkorakal v prestolnico ga je čakal strašanski prizor saj je Vlad III na kol pribil 24.000 muslimanov. Za vladarja Vlaške je Mehmed II imenoval Raduja Postavnega. Turahanoğlu Ömer Bej, ki je pregnal 6000 Vlahov in pred Mehmeda II. položil 2000 njihovih glav, je za nagrado za zvesto službo dobil svoj stari položaj guvernerja Tesalije. Vlad je pobegnil na Ogrsko, kjer so ga pod lažno obtožbo za izdajo svojega vazalnega gospoda Matije Korvina aretirali.

### Osvojitev Bosne (1463)
Despot Srbije Lazar Branković je leta 1458 umrl. Med njegovimi dediči se je začela državljanska vojna, ki se je končala z osmansko zasedbo Srbije leta 1459. Sin bosanskega kralja Stjepan Tomašević je poskušal dobiti Srbijo pod svojo oblast, vendar mu je osmanska vojska to preprečila. Tomašević je pobegnil v Bosno pod zaščito svojega očeta. Po nekaj izgubljenih bitkah je Bosna postala tributarno kraljestvo Osmanskega cesarstva.
10. julija 1461 je bosanski kralj Stjepan Tomaš umrl. Na prestolu ga je nasledil Stjepan Tomašević, ki je leta 1461 sklenil zavezništvo z Ogrskim kraljestvom in pred neizbežno invazijo Turkov zaprosil za pomoč papeža Pija II. Leta 1463 je po sporu zaradi neplačila letnega tributa poklical na pomoč še Benečane. Na pomoč ni prišel nihče. Leta 1463 je sultan Mehmed II. v Bosno povedel svojo vojsko. Kraljevo mesto Bobovac je kmalu padlo. Stjepan Tomašević se je umaknil v Jajce in nato v Ključ. Mehmed je zelo hitro zasedel Bosno, usmrtil Stjepana Tomaševića in njegovega strica Radivoja. Bosna je uradno padla leta 1463 in postala najzahodnejša provinca Osmanskega cesarstva.

### Osmansko-beneška vojna (1463–1479)
Po pisanju bizantinskega zgodovinarja Mihaela Kritobula so se sovražnosti začele potem, ko je albanski suženj osmanskega poveljnika Aten pobegnil v beneško trdnjavo Koroni s 100.000 srebrnimi asperji gospodarjevega premoženja in se spreobrnil v krščanstvo. Beneške oblasti so osmansko zahtevo po njegovi izročitvi zavrnile. Sužnjev prebeg je postal pretveza za napad osmanskega poveljnika osrednje Grčije Turahanoğlu Ömer Beja na strateško pomembno beneško trdnjavo Lepant (Nafpaktos). Po osvojitvi Lepanta je guverner Peloponeza Isa Beg 3. aprila 1463 s prevaro osvojil še beneško mesto Argos.
Beneška republika in Ogrsko kraljestvo sta v odgovor sprožila dve dolgi ofenzivi proti Osmanom. Beneška vojska pod poveljstvom generalnega pomorskega kapitana Alvisea Loredana se je izkrcala na Peloponezu, medtem ko je Matija Korvin napadel Bosno. Papež Pij II. je začel zbirati vojsko v Ankoni in upal, da ji bo lahko sam poveljeval. Pogajanja o zavezništvu so se začela tudi z drugimi osmanski rivali, med katerimi so bili tudi Karamanidi, Uzun Hasan, ki je vladal na Bližnjem vzhodu, in Krimski kanat.
V začetku avgusta so Benečani ponovno zasedli Argos in utrdili Korintsko ožino, tako da so obnovili zid Heksamilion in ga opremili s številnimi topovi. Začeli so oblegati trdnjavo Akrokorint, ki je obvladovala severozahodni Peloponez. Stalno so se spopadali z branitelji in z Ömer Bejevo vojsko, dokler niso 20. oktobra doživeli težkega poraza, bili prisiljeni končati obleganje ter se vrniti na Heksamilion in Nauplijo (Nafplion). V Bosni je Matija Korvin osvojil več kot šestdeset utrjenih mest in po treh mesecih obleganja 16. decembra osvobodil Jajce.
Osmanska reakcija je bila hitra in odločna. Mehmed II. je proti Benečanom poslal vojsko pod poveljstvom velikega vezirja Mahmud Paše Anđelovića. Za spopad z beneškim ladjevjem, zasidranim pred vhodom v Dardanele, je ukazal zgraditi ladjedelnico Kadirga Limani v Zlatem rogu in dve trdnjavi, Kilidulbahr na zahodni strani Dardanel nasproti turškega mesta Çanakkale in Sultaniye v samem mestu, ki naj bi nadzirali ožino. Pohod na Peloponez se je začel z osmansko zmago. Sledilo je podrtje Heksamiliona in prodiranje na Peloponez. Po padcu Argosa in nekaj drugih trdnjav so preostale beneške oblasti prisegle zvestobo Osmanskemu cesarstvu.
Mehmed II., ki je s svojo vojsko prihajal na pomoč Mahmud Paši, je po poročilu o vezirjevih uspehih takoj krenil proti Bosni. Sultanov poskus julija in avgusta 1464, da bi ponovno osvojil Jajce, je spodletel, ker so se morali Osmani naglo umaknili pred prihajajočo Korvinovo vojsko. Nova osmanska vojska pod poveljstvom Mahmud Paše je prisilila ogrsko vojsko k umiku, Jajca pa ji še nekaj let ni uspelo osvojiti. Smrt papeža Pija II. 14. avgusta 1464 je pomenila konec križarskega pohoda iz Ankone.
Beneška republika je medtem za poveljnika novega vojnega pohoda leta 1464 imenovala Sigismonda Malatesto. Njegova vojska je napadla osmanske trdnjave in od avgusta do oktobra neuspešno oblegala Mistro na južnem Peloponezu. Med sprtima stranema so se zatem dogajali manjši spopadi. Benečani so bili zaradi pomanjkanja moštva in financ v veliki meri omejeni na svoja utrjena oporišča, medtem ko je Ömer Bejeva vojska pustošila po podeželju.
V Egeji so Benečani spomladi 1464 poskušali zasesti Lesbos in šest tednov oblegali prestolnico Mitileno. Po prihodu osmanske vojske pod poveljstvom Mahmud Paše so se morali umakniti. Propadel je tudi njihov drugi poskus osvojitve otoka. Beneško ladjevje je preostanek leta preživelo v brezplodnem razkazovanju moči pred Dardanelami. Na začetku leta 1465 je Mehmed II. poslal v beneški senat svoje pogajalce, ki so jih so nezaupljivi Benečani zavrnili.
Aprila 1466 so se beneške vojne dejavnosti pod poveljstvom Vettoreja Cappella ponovno okrepile. Njegovo ladjevje je osvojilo severnoegejske otoke Ibmros, Tasos in Samotraka ter zaplulo v Saronski zaliv med Atiko in Argolido. 12. julija se je Capello izkrcal v Pireju in se odpravil na pohod proti Atenam, glavnemu osmanskemu oporišču v Atiki. Poskus, da bi osvojil Akropolo, je spodletel in njegova vojska se je morala umakniti v Patras, glavno mesto Peloponeza in sedež osmanskega bega. Patras je medtem že oblegala združena grška in beneška vojska. Še pred Capellovim prihodom in tik pred tem, da bi mesto padlo, je na bojišče nepričakovano prišla Ömer Bejeva vojska 12.000 konjenikov in pregnala oblegovalce. Šeststo Benečanov in sto Grkov je Ömer Bej odpeljal v ujetništvo, poveljnik Barbarigo je bil usmrčen. Cappello, ki je na prizorišče prišel nekaj dni kasneje, je napadel Osmane in doživel težak poraz. Demoraliziran se je z ostanki vojske vrnil v Negroponte, kjer je zbolel in 13. marca 1467 umrl. Mehmed II. je leta 1470 osebno oblegal Negroponte, porazil beneško ladjevje, ki je prihajalo na pomoč oblegancem, in nazadnje osvojil mesto.
Spomladi 1466 je Mehmed II. odšel na pohod proti Albancem, ki so se pod Skenderbegovim vodstvom dolgo upirali Osmanom in imeli stalno podporo Beneške republike. Tudi ta pohod proti Albancem ni bil uspešen. 
Pozimi je izbruhnila vsakoletna kuga in oslabila odpor domačinov. Skenderbeg je v beneški trdnjavi Lissus (Lezhë) umrl zaradi malarije, s čimer se je končalo spretno beneško izkoriščanje albanskih velikašev v svojo korist. Po Skenderbegovi smrti se je leta 1474 nekaj severnoalbanskih garnizij pod beneškim poveljstvom, med katerimi so bile najpomembnejše Žabljak Crnojevića, Drishti, Lezha in Skadar, še vedno upiralo Osmanom. Mehmedova vojska, ki naj bi osvojila Skadar, je bila ponovno neuspešna. Sultan je leta 1478–1479 osebno poveljeval obleganju Skadra. Albanci in Benečani so se uspešno upirali njegovim napadom in obdržali mesto do sklenitve Konstantinopelskega mirovnega sporazuma leta 1479, v katerem je bila vdaja Skadra pogoj za končanje vojne.
Sklenitev mirovnega sporazuma je bila posledica dejstva, da je Osmansko cesarstvo doseglo predmestja Beneške republike. Mirovni sporazum je Benetkam dovoljeval obdržati Ulcinj, Antivan in Drač, cesarstvu pa so morali prepustiti Skadar, ki je bil že nekaj mesecev v osmanski blokadi, in druga ozemlja ob jadranski obali ter grška otoka Negroponte (Evbeja) in Lemnos. Razen tega so morali plačati še 100.000 dukatov povračila za izgube in pristati na plačilo 100.000 dukatov letne takse za trgovinske privilegije na Črnem morju. Posledica sporazuma je bil zelo oslabljen položaj Beneške republike v Levantu.

### Osvojitev Karamana in konflikt z Ak Kojunlujem (1464–1473)
V poseldžuškem obdobju so se v drugi polovici srednjega veka v Anatoliji začele ustanavljati seldžuške kneževine, znane s skupnim imenom Anatolski bejliki. Središče Karamanidov, največje sile v Anatoliji, je bilo sprva v sedanjih turških provincah Karaman in Konya. Proti koncu 14. stoletja so začeli v večini Anatolije prevladovati Osmani, ki so zmanjšali karamanski vpliv in prestiž.
V zadnjih letih vladanja Ibrahima II. Karamanskega so se začeli za prestol spopadati njegovi sinovi. Njegov izbrani naslednik je bil domnevno Išak Karamanski, guverner Silifke, za karamanskega bega v Konyi pa se je razglasil njegov mlajši brat Pir Ahmed. Ibrahim je pobegnil v manjše mesto na zahodu bejlika, kjer je leta 1464 umrl. Išaku je s pomočjo Uzun Hasana, sultana Ak Kojunluja (Bela ovca Turkmenov), uspelo zasesti uzurpirani prestol, vendar je vladal malo časa, ker je odstavljeni Pir Ahmed zaprosil za pomoč Mehmeda II. in mu obljubil nekaj ozemlja, ki mu ga Išak ni nameraval odstopiti. Pir Ahmed je z Mehmedovo pomočjo porazil Išaka v bitki pri Dagpazarju in Išak moral biti do neznanega datuma zadovoljen samo s Silifko. Pir Ahmed je izpolnil svojo obljubo in del bejlika prepustil Osmanom, vendar je obžaloval izgubo. Med osmanskim pohodom na zahod je ponovno zasedel svoje nekdanje ozemlje. Mehmed II. je po vrnitvi s pohoda leta 1464 zasedel Karaman in Konyo in prisilil Pir Ahmeda na beg na vzhod. Nekaj let kasneje je vezir (kasneje veliki vezir) Gedik Ahmed Paša osvojil še obalni del bejlika.
Pir Ahmed in njegov brat Kasim sta pobegnila na Uzun Hasanovo ozemlje in mu dala priložnost, da se vmeša v dogajanja. Leta 1472 je napadel in opustošil velik del Anatolije, s čimer je izzval Mehmeda II. in doživel v bitki pri Otlukbeliju leta 1473 popoln poraz. Pred tem je Pir Ahmed s pomočjo Ak Kojunluja ponovno osvojil Karaman, vendar ga ni obdržal za dolgo, ker je Mehmed II. pri Beyşekirju porazil tudi njegovo vojsko. Pir Ahmed je moral ponovno pobegniti. Poskušal je nadaljevati vojno z Osmanskim cesarstvom, ko je izvedel, da je Gedik Ahmed Paša odpeljal njegovo družino v Istanbul, pa je odnehal. Demoraliziran je pobegnil v Ak Kojunlu, kjer je dobil fevd (timar) v Bayburtu. Umrl je leta 1474.
Združevanje anatolskih bejlikov je več kot petdeset let pred Mehmedom II. kot prvi zaključil sultan Bajazid I., po katastrofalni bitki pri Ankari leta 1402 pa so se začeli bejliki ponovno ustanavljati in združitev je razpadla. Mehmedu II. je ponovna vzpostavitev oblasti nad temi turškimi državami omogočilo še globlje prodiranje v Evropo.
Druga pomembna politična entiteta je bil Ak Kojunlu – Bela ovca Turkmenov, ki je pod vodstvom Uzun Hasana dosegla veliko moč. Mehmed II. je zaradi trdnih političnih povezav Turkmenov s krščanskimi silami, na primer Trapezundskim cesarstvom in Beneško republiko, in Karamanidi, v Ak Kojunluju videl stalno grožnjo njegovemu cesarstvu.

### Vojna z Moldavijo (1475–1476)
Peter III. Aron je leta 1475 pristal na plačevanje letnega tributa Osmanskemu cesarstvu v višini 2.000 zlatih dukatov v zameno za varnost na južni meji in postal prvi moldavski knez, ki je izpolnil osmanske zahteve. Njegov naslednik Štefan Veliki je zavrnil osmansko suverenost in sprožil niz krvavih vojn. V svoj vplivni krog je poskušal pritegniti Vlaško in podprl svojo kandidaturo za vlaški prestol. Temu so sledili stalni spopadi med različnimi vlaškimi vladarji, ki so imeli podporo Ogrov, Osmani in Štefanom Velikim. 
Osmanska vojska pod poveljstvom rumelijskega guvernerja Hadim Paše je nameravala kaznovati Štefana Velikega zaradi vmešavanja v vlaške notranje zadeve, vendar je v bitki pri Vaslui doživela težak poraz. Štefan je zmago opisal kot "dotlej največjo zmago križa proti islamu". Izgube na osmanski strani so po beneških in poljskih zapisih presegle 40.000 mož. Mara Branković (Mara Hatun), mlajša vdova Murata II., je beneškemu odposlancu zaupala, da je bil osmanski poraz največji v dotedanji osmanski zgodovini. Papež Sikst IV. je Štefana nagradil z naslovoma "athleta Christi" (Kristusov zmagovalec) in "verus christianae fidei athleta" (pravi branilec krščanske vere). Mehmed II. je junija 1476 ponovno napadel Moldavijo. V napad je poslal tudi skupine Tatarov iz Krimskega Kanata, ki je malo pred tem postal osmanski zaveznik. Romunski viri trdijo, da so njihove napade odbili, drugi viri pa trdijo, da so se združili z osmansko vojsko, okupirali Besarabijo, osvojili Akkerman in vzpostavili nadzor nad južnim izlivom Donave. Štefan se je s politiko požgane zemlje poskušal izogniti odprti bitki z osmansko vojsko.
Štefan se je kljub temu moral spopasti z osmansko vojsko. Moldavci so glavnino nasprotnikove vojske zvabili v gozd in ga zažgali, kar je povzročilo nekaj žrtev. Drug opis bitke pravi, da so s stalnim streljanjem z ročnimi topovi odbili nekaj osmanskih napadov. Napadajoči janičarji niso uspeli prebiti fronte, ampak so se razkropili po celi bojni črti. Odločilen poraz je Moldavcem zadal Mehmed II. s svojo osebno stražo, ki je uspel zbrati razkropljene janičarje in obrniti tok bitke. Janičarji so nato prodrli v gozd in se z branilci spopadli mož na moža.
Bitka se je končala s prepričljivo zmago Osmanov in zelo velikimi izgubami na obeh straneh. Kasnejše kronike so pisale, da je bilo celo bojišče posuto s človeškimi kostmi. Prizor je bil verjetno vir romunskega krajevnega imena Valea Albă in turškega Akdere, ki pomenita Bela dolina.
Štefan Veliki se je umaknil na severozahod Moldavije ali celo v Poljsko kraljestvo in začel zbirati novo vojsko. Osmani niso zmogli osvojiti nobene večje moldavske trdnjave (Suceava, Neamț, Hotin). Zaradi tega in stalnih napadov majhnih moldavskih vojaških enot so se začeli kmalu soočati s pomanjkanjem in lakoto, stanje pa je še poslabšala epidemija kuge. Osmanska vojska se je vrnila na svoje ozemlje. Štefan in Moldavija nista nikoli več ogrožala Osmanskega cesarstva.

### Osvojitev Albanije (1466–1478)
Albanski odpor proti Osmanom je vodil Gjergj Kastrioti Skenderbeg (turško İskender Bej), albanski plemič in bivši član osmanske vladajoče elite. Skenderbeg je leta 1444 združil albanske kneževine v Leško zvezo in odbijal napade Osmanov, ki jim je leta 1466 in 1467 poveljeval sam Mehmed II. Po Skenderbegovi smrti leta 1468 Albanci niso našli primernega voditelja in Mehmed II. je leta 1478 osvojil Krujo in nato celo Albanijo.
Spomladi 1466 je Mehmed II. z veliko vojsko napadel Albanijo in Skenderbega, ki se je že dolgo upiral Osmanom in večkrat iskal pomoč v Italiji. Izbruh osmansko-beneške vojne je Albancem ponudil enkratno priložnost, da ponovno dosežejo svojo neodvisnost. Za Benečane so bili Albanci koristen ščit, ki je branil njihovi posesti Drač in Skadar. Glavni dosežek Mehmedovega pohoda je bila obnovitev rimskega kastra Elbasan, ki so ga domnevno obnovili v 25 dneh. Strateško postavljena trdnjava v nižavju v bližini konca stare Viae Egnantiae je prerezala Albanijo na dva dela in izolirala Skenderbegova oporišča v severnem višavju od beneških posesti na jugu. Po Mehmedovem umiku je odšel Skenderbeg pozimi v Italijo iskat zdravniško pomoč. Po vrnitvi zgodaj leta 1467 je njegova vojska porazila Balaban Pašo in začela oblegati Krujo. Napadla je tudi Elbasan, vendar ga ni uspela osvojiti. Mehmed se je na napade odzval z novim pohodom proti Albaniji. Napadel je albanske utrdbe, nekaj enot pa je blokiralo beneške posesti. Tudi ta pohod ni bil uspešen, ker Mehmedu ni uspelo osvojiti Kruje in podjarmiti Albancev. 
Pozimi je izbruhnila vsakoletna epidemija kuge, ki je oslabila moč branilcev, Skenderbeg sam pa je umrl zaradi malarije. Beneška trdnjava Lezhë je izgubila albanske branilce, Albanci sami pa so brez primernega voditelja naslednjih nekaj desetletjih postopoma izgubili svojo samostojnost.
Mehmed II. je po Skenderbegovi smrti leta 1478–1479 osebno vodil obleganje Skadra. Osmanski letopisec Aşıkpaşazade (1400–1481) je zapisal: "Osvajanja sultana Mehmeda je kronala osvojitev Skadra." Benečani in Skadarci so se upirali oblegovalcem do podpisa Konstantinopelskega mirovnega sporazuma leta 1479, potem pa so se vdali, ker bila vdaja eden od pogojev za prekinitev osmansko-beneške vojne.

### Osvojitev genovskega Krima in zavezništvo s Krimskim kanatom (1475)
Na polotoku Krimu je bilo od srednjega veka naseljenih več turških plemen, znanih pod skupnim imenom Krimski Tatari. Po Timurjevem uničenju Zlate horde v zgodnjem 15. stoletju so Krimski Tatari pod vodstvom Džingiskanovega potomca Hadžija I. Geraja ustanovili neodvisen Krimski kanat.
Krimski Tatari so obvladovali stepe od Kubana na vzhodu do Dnestra na zahodu, niso pa obvladovali genovskih trgovskih mest, imenovanih Gazaria (Genovske kolonije), ki so bile v njihovi posesti od leta 1357. Po padcu Konstantinopla so bile njihove komunikacije prekinjene, Krimski Tatari pa so za njihovo osvojitev poklicali na pomoč Osmansko cesarstvo. Gedik Ahmed Paša je leta 1475 napadel genovske kolonije in osvojil Feodozijo in druga trgovska središča pod njeno oblastjo. Po osvojitvi mest je sultan zadržal v ujetništvu tatarskega kana Menglija I. Geraja, dokler ni priznal osmanske suverenosti nad Krimskim kanatom in pristal na položaj tributarnega kneza Osmanskega cesarstva. Cesarstvo je kljub temu neposredno obvladovalo samo črnomorsko obalo kanata, medtem ko je bila notranjost praktično neodvisna.

### Pohod v Italijo (1480)
Osmanska vojska pod poveljstvom Gedik Ahmed Paše je leta 1480 napadla Italijo in osvojila Otranto. Zaradi pomanjkanja hrane se je Gedik Ahmed Paša z večino vojske vrnil v Albanijo in v Otrantu pustil 800 pešakov in 500 konjenikov. Spomladi se je nameraval vrniti. Ker je od padca Konstantinopla minilo komaj 28 let, so se v Rimu ustrašili, da bo tudi njih doletela enaka usoda. Papež in rimsko prebivalstvo so načrtovali umik iz mesta, papež Sikst IV. pa je leta 1481 kljub temu ponovno pozval na križarski pohod proti Osmanom. Na njegov poziv se je odzvalo nekaj italijanskim mestnih držav, Ogrsko kraljestvo in Francija. Beneška republika se nanj ni odzvala, ker je imela z Osmanskim cesarstvom sklenjen drag mirovni sporazum iz leta 1479. 
Neapeljski kralj Ferdinand I. je leta 1481 zbral vojsko, kateri naj bi poveljeval njegov sin Alfonz II. Neapeljski. Kontingent vojske je prispeval tudi ogrski kralj Matija Korvin. Obleganje Otranta se je začelo 1. maja 1481. Po smrti Mehmeda II. 3. maja istega leta, so se v cesarstvu začeli spori za nasledstvo, ki so morda preprečili, da bi v Otranto poslali vojaške okrepitve. Turška zasedba Otranta se je zato končala s pogajanji s krščansko vojsko, ki je dovolila osmanski vojakom umik v Albanijo.

## Ponovna naselitev Konstantinopla (1453–1478)
Mehmed II. je v osvojeni Konstantinopel vstopil skozi mestna vrata, zdaj znana kot Topkapska vrata, in takoj odjezdil do Hagije Sofije, kjer je ukazal, da se mora krščanska stolnica zaščititi. K sebi je poklical imama, da mu zrecitira muslimansko zapoved: "Ni boga razen Alaha in Mohamed je Alahov glasnik". Stolnico je na spoštljiv način pretvoril v islamsko mošejo in s tem utrdil islamsko oblast v mestu.
Mehmedova prva in glavna skrb je bila obnova mestnih obrambnih objektov in ponovna naselitev. Gradbena dela so se začela takoj po osvojitvi in vključevala obnovo obzidja, gradnjo citadele in nove cesarske palače. Da bi spodbudil vrnitev Grkov in Genovežanov, ki so pobegnili iz trgovske četrti Galata, jim je vrnil hiše in zagotovil varnost. Po celem cesarstvu je razglasil, da se mora v Konstantinopel do septembra priseliti pet tisoč muslimanskih, krščanskih in judovskih družin. Iz celega cesarstva so začeli v mesto pošiljati vojne ujetnike in izgnance, ki so jih turško imenovali sürgün, grško pa σουργούνιδες [sourgounides] – priseljenci.
Mehmed je 6. januarja 1454 obnovil Ekumenski pravoslavni patriarhat, judovski Veliki rabinat (Ḥakham Başi) in prestižni Konstantinopelski armenski patriarhat, ki so postali del miletskega sistema. Razen tega je ustanovil in spodbujal vezirje, da tudi oni ustanovijo številne islamske ustanove in trgovska podjetja. Veliki vezir Rum Mehmed Paša, na primer, je zgradil mošejo s svojim imenom. Iz tega jedra se je začela prestolnica hitro razvijati. Po popisu iz leta 1478 sta imela Konstantinopel in bližnja Galata 16.324 gospodinjstev, 3.927 trgovin in približno 80.000 prebivalcev. Med meščani je bilo približno 60 % muslimanov, 20 % kristjanov in 10 % Judov.
Mehmed je do svoje smrti prizadevno obnavljal mesto in ga spremenil v prestolnico svojega cesarstva. Njegov sodobnik, osmanski zgodovinar Neşri, je zapisal, da je "Sultan Mehmed ustvaril cel Istanbul". Petdeset let kasneje je Konstantinopel ponovno postal največje mesto v Evropi.
Dve stoletji kasneje je dobro znan svetovni potnik Evliya Çelebi objavil seznam skupin, ki jih je naselil v mesto, in njihovo poreklo. Veliko istanbulskih četrti, na primer Aksaray in Çarşamba, še vedno nosi imena pokrajin, iz katerih so se priselili njihovi prebivalci. Mnogo meščanov je pobegnilo iz mesta, veliko pa jih je umrlo v epidemijah kuge, zato je Mehmed II. leta 1459 dovolil deportiranim Grkom, da se vrnejo v mesto. Njegovi ukrepi očitno niso bili preveč uspešni, ker je francoski popotnik Pierre Gilles sredi 16. stoletja zapisal, da grško prebivalstvo v Konstantinoplu ne pozna nobene bizantinske cerkve, ki ne bi bila preurejena v mošejo ali opuščena. To kaže, da je bila islamizacija prebivalstva popolna.

## Uprava in kultura
Mehmed II. je objavil knjigo, za katero je trdil, da je zbirka političnih doktrin bizantinskih cesarjev, ki so vladali pred njim. Na svojem dvoru je zbral italijanske umetnike in humaniste in grške učenjake in dovolil Grški pravoslavni cerkvi normalno delovanje. Patriarhu Genadiju je ukazal, da prevede krščansko doktrino v turščino in iz Benetk poklical Gentileja Bellinija, da naslika njegov portret in beneške freske, ki so se izgubile. V svoji palači je ustanovil knjižnico, v kateri so bila tudi dela grških, perzijskih in latinskih avtorjev. Na dvor je povabil tudi muslimanske učenjake in astronome, med njimi Ali Kuščija, in umetnike, ustanovil univerzo, gradil mošeje, plovne kanale in palačo Topkapı in s ploščicami obložen Çinili köşk. Okoli velike mošeje, ki jo je sam gradil, je zgradil osem medres, ki so skoraj stoletje obdržale sloves najvišje izobraževalne ustanove islamskih znanosti v cesarstvu.
Svojim podložnikom je dovolil dokaj visoko raven verske svobode pod pogojem, da se podrejajo njegovi oblasti. Po osvojitvi Bosne leta 1463 je bosanskim frančiškanom izdal Milodraško adhinamo, s katero jim je dovolil svobodno gibanje po cesarstvu, maševanje v njihovih cerkvah in samostanih in prakticiranje vere brez neuradnega in uradnega preganjanja, žaljenja in motenja. Njegova stalna vojska se je rekrutirala iz krvnega davka (devşirme), ki je krščanskim družinam jemal mladoletne prvorojence in jih vzgajal na cesarskem dvoru. Manj sposobne, vendar fizično močne mladeniče so poslali v vojsko ali sultanovo osebno stražo – janičarje.
V Konstantinoplu je ustanovil millet ali avtonomno versko skupnost in za verskega vodjo mestnih pravoslavnih kristjanov imenoval bivšega patriarha Genadija II. Sholarija. Njegovo avtoriteto je nato razširil na vse osmanske pravoslavne kristjane. Iz njegove pristojnosti je izključil genovske in beneške četrti v mestu in vse muslimanske in judovske vernike. Takšen sistem mu je omogočal posreden nadzor nad krščanskimi podložniki in jim hkrati dajal občutek relativne samostojnosti tudi potem, ko je Konstantinopel preoblikoval v osmansko prestolnico.

## Ustanovitev centralne cesarske vlade
Mehmed II. je svojo moč utrdil z ustanovitvijo svojega cesarskega dvora – divana, z uradniki, ki so bili zvesti samo njemu in so mu dopuščali veliko avtonomijo in avtoriteto. V divanih njegovih predhodnikov so bili člani aristokratskih družin, katerih interesi so se pogosto razlikovali od sultanovih. Mehmed je cesarstvo odmaknil od gazijske miselnosti, ki je poudarjala stara izročila in postopke upravljanja, in ga pomaknil proti centralizirani upravi, sestavljeni večinoma iz uradnikov, ki so prišli v cesarstvo kot krvni davek. Verske učenjake na medresah je pretvoril v sebi zveste iz državne blagajne plačane uslužbence. Centralizacijo je omogočil in formaliziral z novo zakonodajo (kanunname), objavljeno v letih 1477–1481, v kateri so bili prvič našteti glavni člani osmanske vlade, njihove vloge in odgovornosti, plače, protokol in kazni in njihove medsebojne povezave in povezave s sultanom.
Ko je Mehmed organiziral in uzakonil osmansko uradništvo in centralno upravo, se je posvetil imenovanju uradnikov, ki bi mu pomagati uresničiti načrte. Njegov prvi veliki vezir (nekakšen ministrski predsednik) je bil Zagan Paša, po rodu Grk ali Srb, ki je prišel v cesarstvo kot krvni davek in ni bil aristokrat. Na enak način je prišel v cesarstvo tudi njegov naslednik Mahmud Paša Anđelović. Mehmed je bil prvi sultan, ki je mogel kodificirati in izvajati kanunname samo na podlagi svoje avtoritete. Ob tem je treba poudariti, da se je kanunname razhajal s prejšnjim izročilom in sodno prakso. Spremembe so pomenile izjemen dosežek v cesarstvu, ki je zelo počasi sprejemalo in se prilagajalo spremembam. Vse to so mu omogočili lojalni vezirji in drugi uradniki, na katere je prenesel več pooblastil kot prejšnji sultani. Zelo velika pooblastila pri izvajanju nove politike so imeli zlasti veliki vezirji.
Okoli cesarske palače Topkapi je sezidal obzidje in jo zaprl pred javnostjo. Postal je prvi sultan, nedostopen za javnost in celo nižje uradnike. Njegovi vezirji so bili tudi poveljniki cesarske vojske in sprejemali tuje delegacije, kar je bilo pomembno zlasti med sultanovimi pogostimi vojnimi pohodi.

## Spolna usmerjenost
Po pisanju Mehmedovega sodobnika, bizantinskega zgodovinarja Laonika Halkokondila, je imel Mehmed II. za ljubimca vlaškega princa Raduja cel Frumosa. Neposreden rezultat te ljubezenske zveze je bil Radujev nadimek "cel Frumos" – Lepi. Po porazu Radujevega brata, vlaškega vojvode Vlada III. Drakule, je Mehmed leta 1463 za njegovega naslednika imenoval Raduja, kar kaže na njuno tesno zvezo. Halkokinid piše: "Ker mu je bil fant (Radu) všeč, ga je [Mehmed] povabil na zabavo, dvignil čašo in ga pohotno povabil v svojo spalnico. Fant je bil presenečen nad cesarjevim vabilom in obstal pred njim in ni popustil cesarjevemu hrepenenju". Ko ga je Mehmed na silo poljubil, ga je fant zabodel in pobegnil. Kasneje sta se spravila "in on je bil ponovno njegov izbranec".
Za Mehmeda je bilo tudi rečeno, da je poslal evnuha v hišo bivšega bizantinskega državnika Luke Notarasa z zahtevo, da mu za sultanovo zabavo izroči svojega štirinajst let starega sina. Ker je Notaras zahtevo zavrnil, so na Mehmedov ukaz obglavili Notatasa, njegovega sina in zeta. Njihove glave "so položili pred cesarja na banketno mizo". Poročilo, da so obglavili vse Notarasove sinove, je najverjetneje napačno. Večina zgodovinskih besedil z opisom usmrtitev ne omenja, da je bil najmlajši Notarasov sin Jakob poslan v Mehmedov harem, verjetno kot katamit. Jakobu, edinemu preživelemu moškemu članu družine Notaras, je leta 1460 uspelo pobegniti v Italijo, kjer se je pridružil svojim sestram Ani, Teodori in Eufrozini.

## Družina
Mehmed II. je imel pet žena:
- Gulbahar Hatun (1446), sestra Mustafa Paše[88][89]
- Gulšah Hatun (1449)
- Sittišah Hatun (1449), hčerka Sulejman Beja, šestega vladarja Dulkadirskega bejluka[90]
- Čiček Hatun (1458), sestra Ali Beja
- Hatice Hatun (1451–1453), hčerka Zagan Paše

Otroci
- Bajazid II., sin Gulbahar Hatun
- Sultan Cem, sin Čiček Hatun
- Šehzade Mustafa, sin Gulšah Hatun
- Gevherhan Hatun, hčerka Gulbahar Hatun

## Osebnost
Ko je Mehmed II. pri 21 letih osvojil Konstantinopel, je tekoče govoril več jezikov: turško, srbsko, arabsko, perzijsko, grško in latinsko.
V tistem času je zbral uleme, muslimanske učenjake, da so v njegovi prisotnosti razpravljali o teoloških vprašanjih. Med njegovim vladanjem so matematika, astronomija in islamska teologija dosegli najvišjo raven v osmanski zgodovini. V njegov družabni krog so spadali številni humanisti in modreci, med njimi Ciriaco de' Pizzicolli iz Ankone, Benedetto Dei iz Firenc in Mihael Kritobul z Imbrosa, ki omenja Mehmeda kot filhelena zaradi njegovega zanimanja za grške starine in relikte. Številne atenske zgradbe, med njim Partenon in drugi spomeniki, se na njegov ukaz niso porušili. Razen tega je bil Mehmed tudi pesnik, ki je pisal pod psevdonimom "Avni" (pomočnik) in zapustil klasično dvorno poezijo.

## Smrt
Leta 1481 je bil Mehmed II. na pohodu in ob prihodu v Maltepe zbolel. Sultan je bil ravno na začetku niza novih pohodov za osvojitev Rodosa in južne Italije, po mnenju drugih zgodovinarjev pa je na zahtevo kalifata načrtoval uničenje Mameluškega sultanata v Egiptu. Po nekaj dneh je 3. maja 1481 umrl, star 49 let. Pokopali so ga v turbeju na kompleksu mošeje Fatih v Istanbulu. Zgodovinar Colin Heywood trdi, da "nekaj prepričljivih dokazov kaže, da je bil zastrupljen, morda na ukaz njegovega najstarejšega sina in naslednika Bajazida." 
Novica o Mehmedovi smrti je v Evropi povzročila veliko veselje. Zvonili so cerkveni zvonovi in prirejala številna praznovanja. V Benetkah so novice razglasili z "La Grande Aquila è morta!" ('Veliki orel je mrtev!").

## Zapuščina
Mehmed II. je po osvojitvi Konstantinopla v mestu ustanovil veliko mošej in verskih šol, kakršna je na primer külliye mošeje Fatih. Bil je prvi sultan, ki je mnogo pred Sulejmanom Veličastnim kodificiral osmansko kriminalno in ustavno pravo, in zato dobil pečat avtokratskega vladarja.
V enaintrideset let dolgi vladavini je v številnih vojnah razširil Osmansko cesarstvo na Konstantinopel, turške bejlike in druga ozemlja v Anatoliji, Bosno, Srbski despotat in Albanijo. Za njim je ostal velik ugled tako v islamskem kot krščanskem svetu. Zgodovinar Franz Babinger trdi, da ga je krščanski svet in del njegovih podložnikov imel za krvoločnega tirana. Po njem se imenuje istanbulski most Fatih Sultan Mehmet preko Bosporske ožine, zgrajen leta 1988. Upodobljen je tudi na turškem bankovcu za 1000 lir, ki je bil v obtoku v letih 1986–1992.

## Mehmed v sodobni umetnosti
- Mehmed je naslovna oseba Rossinijeve opere Maometto II. iz leta 1820. Libretist Cesare della Valle ga je predstavil kot neustrašnega in velikodušnega voditelja, celo med neuspešnim osvajanjem Negroponteja.[102]
- Sultan Mehmed II. je glavna oseba filma Osvojitev Konstantinopla turškega režiserja Samija Ayanoğluja (1951).
- Devrim Evin igra Mehmeda II. v turškem filmu Fetih 1453 (2012). Kot otroka ga igra Ege Uslu.
- Mehmet Akif Alakurt igra Mehmeda II. v turški nanizanki Fatih (2013)
- Dominic Cooper igra Mehmeda II. v filmu Neizrečeni Drakula.
- Kenan İmirzalıoğlu igra Mehmeda II. v napovedani turški nanizanki Mehmed Bir Cihan Fatihi (2018) (v prostem prevodu Obrnite se neposredno na Mehmeda).